# Robert E. Howard/Bibliografie
Diese bibliografische Zusammenstellung soll alle Erzählungen Robert E. Howards in Kurzform nachweisen. Deutsche Übersetzungen erscheinen in Langform. Nicht aufgenommen wurden:
- Einzelgedichte, sofern sie nicht Teil einer Serie sind,
- Übersetzungen in andere Sprachen,
- die zahlreichen postum publizierten Entwürfe, Fragmente, Synopsen etc.

Erscheint bei einer Kurzgeschichte als Nachweis zum übergeordneten Werk nur Titel und Jahr, so sind die vollständigen Angaben im Abschnitt Sammlungen zu finden. Bei Kurzgeschichten, die Teil von Serien sind, steht die Sammlung im Serienabschnitt.
Sofern nicht anders vermerkt, handelt es sich bei einem aufgeführten Titel um eine Kurzgeschichte.

## Serien

### Ace Jessel
- The Apparition in the Prize Ring (1929, als John Taverel)
- Double-Cross (1983)

### Agnes de Chastillon
- Mistress of Death (1971, mit Gerald W. Page)
  - Deutsch: Braut des Todes. In: Horde aus dem Morgenland. 1977.
- Blades for France (1975)
  - Deutsch: Degen für Frankreich. In: Horde aus dem Morgenland. 1977.
- Sword Woman (1975)
  - Deutsch: Die schwarze Agnes. In: Horde aus dem Morgenland. 1977.
- Sword Woman (1977, Sammlung)

### Bran Mak Morn
- The Lost Race (1927)
  - Deutsch: Das verschwundene Volk. In: Herrscher der Nacht. 1975.
- Kings of the Night (1930)
  - Deutsch: Herrscher der Nacht. In: Herrscher der Nacht. 1975. Auch als: Könige der Nacht. In: Kull: Verbannt aus Atlantis. Festa (Robert E. Howard: Die Original-Erzählungen), 2016, ISBN 978-3-86552-462-1.
- Worms of the Earth (1932)
  - Deutsch: Würmer der Erde. In: Herrscher der Nacht. 1975. Auch als: Würmer der Erde. In: Die unter den Gräbern hausen. Festa (H. P. Lovecrafts Bibliothek des Schreckens #2634), 2014, ISBN 978-3-86552-238-2.
- Chant of the White Beard (1957, Gedicht)
  - Deutsch: Piktischer Zaubergesang. In: Hugh Walker (Hrsg.): Magira, #33. Erster Deutscher Fantasy Club e.V., 1980.
- Kings of the Night (1957, Gedicht)
- Men of the Shadows (1957, Gedicht)
- Rune (1957, Gedicht, auch als Rune of the Ancient One)
  - Deutsch: Runenzauber. In: Winds of Time. Thomas Kovacs, 2007, ISBN 978-3-033-00676-8.
- A Song of the Race (1969, Gedicht)
- Bran Mak Morn (1969, Sammlung)
- Men of the Shadows (1969)
  - Deutsch: Die im Dunkeln wohnen …. In: Herrscher der Nacht. 1975.
- Worms of the Earth (1974, Sammlung)
  - Deutsch: Herrscher der Nacht. Pabel (Terra Fantasy #3), 1975.
- Bran Mak Morn (1983)
- Bran Mak Morn: A Play (1983)
- Bran Mak Morn—Manuscript (2001)

### Butch Gordon & Brent Kirby
- The Hand of the Black Goddess (1983)
- Sons of Hate (1994)

### Cormac FitzGeoffrey
- The Blood of Belshazzar (1931)
  - Deutsch: Das Blut Belsazars. In: Das Blut Belsazars. 2012.
- Hawks of Outremer (1931)
  - Deutsch: Die Falken von Outremer. In: Das Blut Belsazars. 2012, ISBN 978-3-937897-52-3.
- Hawks of Outremer (1979, Sammlung)
- The Slave-Princess (1979, mit Richard L. Tierney)

### Cormac Mac Art
- The Night of the Wolf (1969)
  - Deutsch: Die Rache der Pikten. In: Krieger des Nordens. 1976.
- Swords of the Northern Sea (1974)
  - Deutsch: Die Nacht der Schwerter. In: Krieger des Nordens. 1976.
- The Temple of Abomination (1974, mit Richard L. Tierney)
  - Deutsch: Tempel des Grauens. In: Krieger des Nordens. 1976. Auch als: Tempel des Grauens. In: Lin Carter (Hrsg.): Tempel des Grauens. Pabel (Terra Fantasy #81), 1981.
- Tigers of the Sea (1974)
  - Deutsch: Krieger des Nordens. In: Krieger des Nordens. 1976.
- Tigers of the Sea (1974, Sammlung)
  - Deutsch: Krieger des Nordens. Pabel (Terra Fantasy #23), 1976.
- Cormac Mac Art (1995, Sammlung)

### Cthulhu Mythos Tales
- The Children of the Night (1931)
  - Deutsch: Die Kinder der Nacht. In: Die Kinder der Nacht. 2015.
- The Black Stone (1931)
  - Deutsch: Der schwarze Stein. In: Das Haus des Grauens. 1977. Auch als: Der Schwarze Stein. In: Die Kinder der Nacht. 2015.
- The Thing on the Roof (1932)
  - Deutsch: Das Ding auf dem Dach. Das Haus des Grauens. 1977. Auch als: Schlafende Dinge. In: Roger Elwood, Vic Ghidalia (Hrsg.): Zwischen Mitternacht und Jenseits. Pabel (Dämonenkiller Taschenbuch #49), 1978. Auch als: Das Ding auf dem Dach. In: Der schwarze Hund des Todes. 2013.
- The Challenge from Beyond (Teil 4 von 5, 1935, mit C. L. Moore, A. Merritt, H. P. Lovecraft und Frank Belknap Long)
  - Deutsch: Die Bedrohung aus dem Weltraum. In: Frank Festa (Hrsg.): Der Lovecraft-Zirkel. Blitz (H. P. Lovecrafts Bibliothek des Schreckens #2603), 2000, ISBN 3-932171-89-6.
- The Fire of Asshurbanipal (1936)
  - Deutsch: Das Feuer von Asshurbanipal. In: Volk der Finsternis. 2009.
- Dig Me No Grave (1937)
  - Deutsch: Die Stunde der Abrechnung. In: Michel Parry (Hrsg.): Acht Teufelseier. Pabel (Vampir Taschenbuch #42), 1976. Auch als: Schaufelt mir kein Grab. In: Volk der Finsternis. 2009.
- Usurp the Night (1970, auch als: The Hoofed Thing)
  - Deutsch: Die Kreatur mit den Hufen. In: Volk der Finsternis. 2009.
- The House in the Oaks (1971, mit August Derleth)
  - Deutsch: Das Haus unter den Eichen. In: Das Ungeheuer aus dem Sumpf. 1981. Auch als: Das Haus zwischen den Eichen. In: Die Kinder der Nacht. 2015.
- The Black Bear Bites (1974, auch als: Black John's Veneance)
  - Deutsch: Der schwarze Lama. In: Der Schatz der Tataren. 1980. Auch als: Der Schwarze Bär schlägt zu. In: Volk der Finsternis. 2009.

### De Montour
- In the Forest of Villefère (1925, auch als: In the Forest of Villefore)
  - Deutsch: Im Forst von Villefère. In: Das Haus des Grauens. 1977. Auch als: Im Wald von Villefère. In: Frank Festa (Hrsg.): Der Lovecraft-Zirkel. Blitz (H. P. Lovecrafts Bibliothek des Schreckens #2603), 2000, ISBN 3-932171-89-6.
- Wolfshead (1926)
  - Deutsch: Der Wolfsdämon. In: Das Haus des Grauens. 1977. Auch als: Wolfsgesicht. In: Volk der Finsternis. 2009.

### Dennis Dorgan
- Alleys of Darkness (1934, als Patrick Ervin)
- The Mandarin Ruby (1966, auch als: Alleys of Treachery)
- The Jade Monkey (1971, auch als Sailor Costigan and the Jade Monkey, 1971, auch als: Sailor Dorgan and the Jade Monkey, als Patrick Ervin)
- A Knight of the Round Table (1974, auch als: Iron-Clad Fists)
- In High Society (1974, auch als: Cultured Cauliflowers)
- Playing Journalist (1974, auch als: A New Game for Costigan)
- Playing Santa Claus (1974, auch als: A Two-Fisted Santa Claus)
- The Destiny Gorilla (1974, auch als: Sailor Costigan and the Destiny Gorilla)
- The Incredible Adventures of Dennis Dorgan (1974, Sammlung)
- The Turkish Menace (1974)

### El Borak
- The Daughter of Erlik Khan (1934)
- Hawk of the Hills (1935)
- Blood of the Gods (1935)
  - Deutsch: Das Blut der Götter. In: Im Land der Messer. 1980.
- The Country of the Knife (1936, auch als: Sons of the Hawk)
  - Deutsch: Im Land der Messer. In: Im Land der Messer. 1980.
- Son of the White Wolf (1936)
  - Deutsch: Der Sohn des weißen Wolfs. In: Im Land der Messer. 1980.
- The Lost Valley of Iskander (1974, Sammlung)
- The Lost Valley of Iskander (1974, auch als: Swords of the Hills)
- Son of the White Wolf (1977, Sammlung)
  - Deutsch: Im Land der Messer. Pabel (Terra Fantasy #77), 1980.
- Three-Bladed Doom (1977)
  - Deutsch: Der Dolch mit den drei Klingen. Pabel (Terra Fantasy #75), 1980.
- Intrigue in Kurdistan (1986)
- Khoda Khan’s Tale (1987)
- The Coming of El Borak (1987)
- The Iron Terror (1987)
- A Power among the Islands (1987)
- El Borak (1987)
- North of Khyber (1987)
- The Land of Mystery (1987)
- The Shunned Castle (1987)
- The ‚El Borak‘ Stories – Blood of The Gods; The Daughter of Erlik Khan; Hawk of the Hills; Son Of the White Wolf; The Country of The Knife (2007, Sammlung)
- Son of the White Wolf / Swords of the Hills (2010, Sammlung)
- The Early Adventures of El Borak (2010, Sammlung)

### Faring Town
- Sea Curse (1928)
  - Deutsch: Der Fluch des Meeres. In: Volk der Finsternis. 2009.
- Out of the Deep (1967, auch als: Out of the Deep: A Tale of Faring Town)
  - Deutsch: Aus der Tiefe. In: Volk der Finsternis. 2009.
- A Legend of Faring Town (1975, Gedicht)

### Grizzly Elkins
- Gunman's Debt (1974)
- Law-Shooters of Cowtown (1974)

### James Allison
- The Valley of the Worm (1934)
  - Deutsch: Das Tal des Höllenwurms. In: Gespenster der Vergangenheit. 1978. Auch als: Das Tal des Wurmes. In: Der schwarze Hund des Todes. 2013.
- The Garden of Fear (1934)
  - Deutsch: Der Garten der Furcht. In: HR Giger (Hrsg.): Vampirric. Festa Nosferatu #1404, 1978, ISBN 3-935822-58-8. Auch als: Der Garten des Grauens. In: Geister der Nacht. 1978. Auch als: Garten der Furcht. In: Die Kinder der Nacht. 2015.
- Marchers of Valhalla (1972)
  - Deutsch: Der große Treck. In: Gespenster der Vergangenheit. 1978. Auch als: Die Kämpfer von Walhalla. In: Der schwarze Hund des Todes. 2013.
- The Tower of Time (1975, mit Lin Carter)
- Brachan the Kelt (1981)
- Black Eons (1985, mit Robert M. Price)
- The Guardian of the Idol (2003)

### Kid Allison
- The Man with the Mystery Mitts (1931)
- The Good Knight (1931)
- College Socks (1976)
- Fistic Psychology (2007)
- The Drawing Card (2007)
- The Jinx (2007)
- The Wildcat and the Star (2007)

### Kirby O’Donnell
- Swords of Shahrazar (1934, auch als: The Treasure of Shaibar Khan, 1976)
  - Deutsch: Die Schwerter von Shahrazar. In: Der Schatz der Tataren. 1980.
- The Treasures of Tartary (1935, auch als: Gold from Tartary, 2010)
  - Deutsch: Der Schatz der Tartaren. In: Der Schatz der Tataren. 1980. Auch als: Der Schatz der Tartaren. In: Die Kinder der Nacht. 2015.
- The Curse of the Crimson God (1976, auch als: The Trail of the Blood-Stained God, 2010)
  - Deutsch: Der Fluch des roten Gottes. In: Der Schatz der Tataren. 1980.
- Swords of Shahrazar (1976, Sammlung)
  - Deutsch: Der Schatz der Tataren. Pabel (Terra Fantasy #80), 1980.

### Kull of Valusia
- The Shadow Kingdom (1929)
  - Deutsch: Das Schattenkönigreich. In: Kull von Atlantis. 1976. Auch als: Das Königreich der Schatten. In: Der schwarze Hund des Todes. 2013. Auch als: Das Schattenkönigreich. In: Kull: Verbannt aus Atlantis. 2016.
- The Mirrors of Tuzun Thune (1929)
  - Deutsch: Die Spiegel des Tuzun Thune. In: Herr von Valusien. 1976. Auch als: Die Spiegel von Tuzun Thune. In: Kull: Verbannt aus Atlantis. 2016.
- The Mirrors of Tuzun Thune (1929, Gedicht)
- The King and the Oak (1939, Gedicht)
  - Deutsch: Der König und die Eiche. In: Herr von Valusien. 1976. Auch als: Der König und die Eiche. In: Kull: Verbannt aus Atlantis. 2016.
- Black Abyss (1967, mit Lin Carter)
  - Deutsch: Schwarzer Abgrund. In: Kull von Atlantis. 1976.
- By This Ax I Rule! (1967)
  - Deutsch: Herr von Valusien. In: Herr von Valusien. 1976. Auch als: Die Axt sei mein Zepter!. In: Kull: Verbannt aus Atlantis. 2016.
- Delcardes’ Cat (1967, auch als: The Cat and the Skull)
  - Deutsch: Delcardes’ Katze. In: Kull von Atlantis. 1976. Auch als: Die Katze und der Schädel. In: Kull: Verbannt aus Atlantis. 2016.
- Exile of Atlantis (1967, mit Lin Carter)
  - Deutsch: Flucht aus Atlantis. In: Kull von Atlantis. 1976.
- Riders Beyond the Sunrise (1967, mit Lin Carter)
  - Deutsch: Jagd im Land der Schatten. In: Herr von Valusien. 1976.
- Swords of the Purple Kingdom (1967)
  - Deutsch: Verrat am König. In: Herr von Valusien. 1976. Auch als: Schwerter des Purpurnen Königreichs. In: Kull: Verbannt aus Atlantis. 2016.
- The Curse of the Golden Skull (1967)
  - Deutsch: Rotaths Fluch. In: Herr von Valusien. 1976. Auch als: Der Fluch des goldenen Schädels. In: Tote erinnern sich. 2012. Auch als: Der Fluch des Goldenen Schädels. In: Kull: Verbannt aus Atlantis. 2016.
- The Skull of Silence (1967, auch als: The Screaming Skull of Silence)
  - Deutsch: Der Schädel der Stille. In: Kull von Atlantis. 1976. Auch als: Der kreischende Schädel der Stille. In: Kull: Verbannt aus Atlantis. 2016.
- Wizard and Warrior (1967, mit Lin Carter)
  - Deutsch: Zauberer und Krieger. In: Kull von Atlantis. 1976.
- King Kull (1967, Sammlung, mit Lin Carter)
- The Altar and the Scorpion (1967)
  - Deutsch: Der Altar und der Skorpion. In: Kull von Atlantis. 1976. Auch als: Der Altar und der Skorpion. In: Kull: Verbannt aus Atlantis. 2016.
- The Striking of the Gong (1967)
  - Deutsch: Nur einen Gongschlag lang. In: Kull von Atlantis. 1976. Auch als: Das Schlagen des Gongs. In: Kull: Verbannt aus Atlantis. 2016.
- King Kull (1976, auch als: Kull, 1978, Sammlung)
- Kull von Atlantis. Sammlung, mit Lin Carter. Pabel (Terra Fantasy #28), 1976.
- Herr von Valusien. Sammlung. Pabel (Terra Fantasy #29), 1976.
- Kull: Exile of Atlantis (2006)
  - Deutsch: Kull: Verbannt aus Atlantis. Sammlung. Festa (Robert E. Howard: Die Original-Erzählungen), 2006, ISBN 978-3-86552-462-1.
- The Cat and the Skull / The Mirrors of Tuzun Thune (2010, Sammlung)
- The Screaming Skull of Silence / The Striking of the Gong / The Altar and the Scorpion / The Curse of the Golden Skull / The King and the Oak (2010, Sammlung)

### Lal Singh
- Lal Singh, Oriental Gentleman (1985)
- The Further Adventures of Lal Singh (1985)
- The Tale of the Rajah's Ring (1985)

### Pike Bearfield
- A Gent from the Pecos (1936)
- Gents on the Lynch (1936)
- The Riot at Bucksnort (1936)
- The Diablos Trail (1983)

### The Sonora Kid
- Knife, Bullet and Noose (1965)
- The Devil's Joker (1975)
- … The Mountains of Thibet (1988)
- Brotherly Advice (1988)
- Desert Rendezvous (1988)
- Red Curls and Bobbed Hair (1988)
- The Sonora Kid's Winning Hand (1988)
- The Sonora Kid—Cowhand (1988)
- The West Tower (1988)
- The White Jade Ring (2007)

### Sailor Steve Costigan
- The Pit of the Serpent (1929)
- The Bull Dog Breed (1930)
- Sailors’ Grudge (1930)
- Fist and Fang (1930)
- Winner Take All (1930)
- Waterfront Fists (1930)
- Champ of the Forecastle (1930, auch als: The Champion of the Forecastle)
- Alleys of Peril (1931)
- The TNT Punch (1931, auch als: Waterfront Law)
- Texas Fists (1931)
- The Sign of the Snake (1931)
- Blow the Chinks Down (1931, auch als: The House of Peril, 2015)
- Breed of Battle (1931, auch als: The Fightin’est Pair)
- Circus Fists (1931)
- Dark Shanghai (1932, auch als: One Shanghai Night, 2015)
- Vikings of the Gloves (1932)
- Night of Battle (1932)
- The Slugger’s Game (1934)
- General Ironfist (1934)
- Sluggers of the Beach (1934)
- Shanghaied Mitts (1939)
- 3 Perils of Sailor Costigan (1975)
- Sailor Costigan and the Swami (1977)
- By the Law of the Shark (1996)
- Flying Knuckles (1996)
- Hard-Fisted Sentiment (1996)
- The Honor of the Ship (1996)
- Blue River Blues (2007)
- The Battling Sailor (2007)
- Texas Fists, and The Bull Dog Breed (2008, Sammlung)
- The Sign of the Snake, and The TNT Punch (2008, Sammlung)
- The Slugger’s Game, and Vikings of the Gloves (2008, Sammlung)

### Solomon Kane
- Red Shadows (1928, auch als: Solomon Kane)
  - Deutsch: Schatten des Todes. 1975. Auch als: Blutige Schatten. 2014.
- Skulls in the Stars (1929)
  - Deutsch: Der Moorgeist. 1975. Auch als: Schädel inmitten der Sterne. 2012.
- Rattle of Bones (1929)
  - Deutsch: Das Skelett des Magiers. 1975. Auch als: Klappernde Knochen. 2012.
- The Moon of Skulls (1930)
  - Deutsch: Königreich des Schreckens. 1976. Auch als: Der Schädelmond. 2014.
- The Hills of the Dead (1930)
  - Deutsch: Der Ruf des Dschungels. 1975. Auch als: Die Berge der Toten. 2012.
- The Footfalls Within (1931)
  - Deutsch: Schritte in der Gruft. 1975. Auch als: Schritte im Grabmal. 2012.
- Wings in the Night (1932)
  - Deutsch: Schwarze Schwingen. 1976. Auch als: Schwingen in der Nacht. 2013.
- Solomon Kane’s Homecoming (1936, auch als: Solomon Kane’s Home-Coming, Gedicht)
  - Deutsch: Solomon Kanes Heimkehr. 1978. Auch als: Solomon Kanes Heimkehr. 2007.
- The One Black Stain (1962, Gedicht)
  - Deutsch: Der eine schwarze Fleck. 2007.
- The Blue Flame of Vengeance (1964, mit John Pocsik)
- Blades of the Brotherhood (1968, auch als: The Blue Flame of Vengeance)
  - Deutsch: Auf dem Pfad der Rache. 1975. Auch als: Die blaue Flamme der Rache. 2013.
- Death’s Black Riders (1968)
  - Deutsch: Die Schwarzen Reiter des Todes. 2014.
- Hawk of Basti (1968)
  - Deutsch: Der Falke von Basti. 2014.
- Red Shadows (1968, Sammlung)
- The Castle of the Devil (1968)
  - Deutsch: Die Burg des Teufels. 2014.
- The Children of Asshur (1968)
  - Deutsch: Die Kinder Asshurs. 2014.
- The Right Hand of Doom (1968)
  - Deutsch: Die Hand des Rächers. 1976. Auch als: Die rechte Hand der Verdammnis. 2012.
- The Moon of Skulls (1969, Sammlung)
- The Hand of Kane (1970, Sammlung)
- Solomon Kane’s Homecoming (Variant) (1971, Gedicht)
- Solomon Kane (1971, Sammlung)
- Degen der Gerechtigkeit [German] (1975, Sammlung)
- Rächer der Verdammten [German] (1976, Sammlung)
- Solomon Kane: Skulls in the Stars (1978, Sammlung)
- The Castle of the Devil (1978, mit Ramsey Campbell)
  - Deutsch: Die Burg des Teufels. 1982.
- Hawk of Basti (1979, mit Ramsey Campbell)
  - Deutsch: Die Stadt des Mondgotts. 1982.
- Solomon Kane: The Hills of the Dead (1979, Sammlung)
- The Children of Asshur (1979, mit Ramsey Campbell)
  - Deutsch: Die Krieger von Assur. 1982.
- Death’s Black Riders (1984, mit Fred Blosser)
- The Savage Tales of Solomon Kane (1998, Sammlung)
- Death’s Black Riders (2000, mit C. J. Henderson)
- The 'Soloman Crane' Stories (2007, Sammlung)
- The Right Hand of Doom & Other Tales of Solomon Kane (2007, Sammlung)
- The 'Soloman Kane' Stories (2008, auch als: The Solomon Kane Omnibus, 2010, Sammlung)
- Rattle of Bones / Hawk of Basti / Death’s Black Riders (2010, Sammlung)
- Skulls in the Stars / Castle of the Devil / The Return of Sir Richard Grenville (2010, Sammlung)
- The Footfalls Within / Solomon Kane’s Homecoming / Solomon Kane’s Homecoming (variant) (2010, Sammlung)

### Steve Harrison
- Fangs of Gold (1934, auch als: The People of the Serpent)
- The Tomb’s Secret (1934, auch als: The Teeth of Doom, als Patrick Ervin)
- Names in the Black Book (1934)
  - Deutsch: Namen im Schwarzen Buch. 2015.
- Graveyard Rats (1936)
- The House of Suspicion (1976)
- The Tomb of the Dragon (1977)
- Lord of the Dead (1978)
  - Deutsch: Der Herr der Toten. 1990. Auch als: Herr der Toten. 2015.
- Lord of the Dead (1981, Sammlung)
- The Mystery of Tannernoe Lodge (1981, mit Fred Blosser)
- The Black Moon (1983)
- The Voice of Death (1984)
- The Silver Heel (1994)
- The Mystery of Tannernoe Lodge (fragment) (2003)
- Steve Harrison’s Casebook (2011, Sammlung)
- Steve Harrison and Colleagues - Occult Investigations (2014, Sammlung)

### Terence Vulmea
- Black Vulmea's Vengeance (1938)
  - Deutsch: Black Vulmeas Rache. 1981.
- Swords of the Red Brotherhood (1976)
  - Deutsch: Die Rote Bruderschaft. 1981.

### Turlogh O'Brien
- The Gods of Bal-Sagoth (1931, auch als: The Blonde Goddess of Bal-Sagoth)
  - Deutsch: Die Bestie von Bal-Sagoth. 1977. Auch als: Die Götter von Bal-Sagoth. 2015.
- The Dark Man (1931)
  - Deutsch: Das Idol. 1976. Auch als: Der Dunkle Mann. 2014.
- The Grey God Passes (1962, auch als: Twilight of the Grey Gods)
  - Deutsch: Das Ende des grauen Gottes. 1978. Auch als: Der Graue Gott vergeht. 2015.
- The Shadow of the Hun (1975)
- Spears of Clontarf (1978)

### Wild Bill Clanton
- She Devil (1936, auch als: The Girl on the Hell Ship, als Sam Walser)
- Desert Blood (1936, als Sam Walser)
- The Dragon of Kao Tsu (1936, als Sam Walser)
- The Purple Heart of Erlik (1936, als Sam Walser)
- Murderer's Grog (1937, als Sam Walser)
- Ship in Mutiny (1983)

## Einzelroman
- Almuric (1939, 1964)
  - Deutsch: Almuric. 1973 ISBN 3-453-30240-0. Auch als: Almuric. 2010 ISBN 978-3-937897-42-4.

- The Vultures of Whapeton (1936)
  - Deutsch: Im Schatten der Geier 1973 ISBN 3-453-20500-6

## Sammlungen

### Englische Kurzgeschichtensammlungen
- Skull-Face and Others (1946)
- The Coming of Conan (1953)
- The Dark Man and Others (1963)
- The Pride of Bear Creek (1966)
  - Deutsch: Schüsse am Bear Creek (1986) ISBN 3-453-20597-9
- Wolfshead (1968)
- Red Blades of Black Cathay (1971, mit Tevis Clyde Smith)
- Marchers of Valhalla (1972)
- The Vultures: Showdown at Hell’s Canyon (1973)
- Black Vulmea’s Vengeance & Other Tales of Pirates (1976)
  - Deutsch: Unter schwarzer Flagge. 1981.
- Runes of Ahrh•Eih•Eche (1976)
- The Book of Robert E. Howard (1976)
- The Second Book of Robert E. Howard (1976)
- The Iron Man (1976)
- Pigeons from Hell (1976)
- Marchers of Valhalla (1977)
- The Robert E. Howard Omnibus (1977)
- The Shadow of the Beast (1977)
- Black Canaan (1978)
  - Deutsch: Das Ungeheuer aus dem Sumpf. 1981.
- Skull-Face (1978)
- The Last Ride (1978)
- The Dark Man Omnibus Volume 2: The Dead Remember (1979)
- The Gods of Bal-Sagoth (1979)
- The Howard Collector (1979)
- Mayhem on Bear Creek (1979)
- The Road of Azrael (1979)
- Bran Mak Morn: A Play and Others (1983)
- The Iron Man With the Adventures of Dennis Dorgan (1983)
- The She Devil (1983)
- The Adventures of Lal Singh (1985)
- Pay Day (1986)
- Writer of the Dark (1986)
- Lewd Tales (1987)
- Cthulhu: The Mythos and Kindred Horrors (1987)
- The Coming of El Borak (1987)
- North of Khyber (1987)
- The Perils of Sailor Costigan (1987)
- The Sonora Kid (1988)
- Robert E. Howard's World of Heroes (1989)
- Two-Fisted Detective Stories (1994)
- Eons of the Night (1996)
- Trails in Darkness (1996)
- Beyond the Borders (1996)
- The Ultimate Triumph: The Heroic Fantasy of Robert E Howard (1999)
- The Complete Yellow Jacket (1999)
- Nameless Cults: The Cthulhu Mythos Fiction of Robert E. Howard (2001)
- The Complete Action Stories (2001)
- Waterfront Fists & Others (2003)
- Graveyard Rats and Others (2003)
- Gates of Empire and Other Tales of the Crusades (2004)
- Treasures of Tartary and Other Heroic Tales (2004)
- The Devil in Iron (2005)
- Robert E. Howard's Strange Tales (2005)
- Blood of the Gods and Other Stories (2005)
- Red Nails (2005)
- The Robert E. Howard Omnibus (2006)
- The Weird Writings of Robert E. Howard, Volume 1: July 1925-June 1934 (2006)
- West is West & Others (2006)
- The Weird Writings of Robert E. Howard, Volume 2: August 1934-September 1954 (2006)
- The Exotic Writings of Robert E. Howard (2006)
- The Robert E. Howard Reader Volume One (2007)
- The Last of the Trunk Och Brev I Urval (2007)
- The Haunter of the Rings & Other Tales (2007)
- The Last of the Trunk (2007)
- People of the Dark, and Spear and Fang (2008)
- The Black Stone, and The Thing on the Roof (2008)
- The Horror from the Mound, and Black Talons (2008)
- The Hyborian Age, and Gods of the North (2008)
- The Valley of the Worm, and The Purple Heart of Erlik (2008)
- Alleys of Darkness, and Alleys of Peril (2008)
- Apparition in the Prize Ring, In the Forest of Villefere, and Hawks of Outremer (2008)
- The Cairn on the Headland, The Dream Snake, The Fearsome Touch of Death, and The Hyena (2008)
- The Haunter of the Ring, and Sea Curse (2008)
- The Mirrors of Tuzun Thune, and The Lost Race (2008)
- The Hour of the Dragon (2008)
- The Horror Stories of Robert E. Howard (2008)
- The Saga of Faring Town (2009)
- Heroes in the Wind: From Kull to Conan: The Best of Robert E. Howard (2009)
- Halloween at the Dog and Duck (2009)
- Sentiment: An Olio of Rarer Works (2009)
- El Borak and Other Desert Adventures (2010)
- The Book of The Howard Review: The Howard Review Anthology (2010)
- Conan's Brethren (2011)
- Tales of Weird Menace (2011)
- Sword Woman and Other Historical Adventures (2011)
- The Weird Menace Collection (2011)
- Spicy Adventures (2011)
- The Shadow Kingdom and Other Tales (2011)
- Blades for France / Lord of Samarcand (2012)
- Mistress of Death / Gates of Empire (2012)
- The Sword Woman / Red Blades of Black Cathay (2012)
- Days of High Adventure: A Selection of the Works of Robert E. Howard (2012)
- Adventures in Science Fantasy (2012)
- Skullcrusher: Selected Weird Fiction, Volume One (2012)
- Pirate Adventures (2013)
- Weird Tales (2013)
- Western Tales (2013)
- The Fearsome Touch of Death and Other Short Stories of Horror and Fantasy (2014)
- Fantastic Stories Presents: Conan The Barbarian Super Pack (2014)
- Swords of the North (2014)
- The Shadow Kingdom and Other Weird Tales (2015)
- The Complete Marchers of Valhalla Drafts: Special Edition (2015)

The Best of Robert E. Howard
- 1 Crimson Shadows (2007)
- 2 Grim Lands (2007)

The Collected Boxing Fiction of Robert E. Howard
- 1 Fists of Iron — Round 1 (2013)
- 2 Fists of Iron — Round 2 (2014)
- 3 Fists of Iron — Round 3 (2014)
- 4 Fists of Iron — Round 4 (2015)

Skull-Face Omnibus
- 1 Skull-Face Omnibus: Volume 1: Skull-Face and Others (1976)
- 2 Skull-Face Omnibus: Volume 2: The Valley of the Worm and Others (1976)
- 3 Skull-Face Omnibus: Volume 3: The Shadow Kingdom and Others (1976)

The Weird Works of Robert E. Howard
- 1 Shadow Kingdoms (2004)
- 2 Moon of Skulls (2005)
- 3 People of the Dark (2005)
- 4 Wings in the Night (2005)
- 5 Valley of the Worm (2006)
- 6 Gardens of Fear (2006)
- 7 Beyond the Black River (2007)
- 8 Hours of the Dragon (2007)
- 9 Black Hounds of Death (2008)
- 10 A Thunder of Trumpets (2010)

The Works of Robert E. Howard (Bison Books)
- 1 Boxing Stories (2005)
- 2 The Black Stranger And Other American Tales (2005)
- 3 The End of the Trail: Western Stories (2005)
- 4 Lord of Samarcand and Other Adventure Tales of the Old Orient (2005)
- 5 The Riot at Bucksnort and Other Western Tales (2005)

### Deutsche Kurzgeschichtensammlungen
Die folgenden Sammlungen sind deutsche Zusammenstellungen ohne englische Vorlage.
- Horde aus dem Morgenland. 1977.
- Das Haus des Grauens. 1977.
- Die Bestie von Bal-Sagoth. 1977.
- Geister der Nacht. 1978.
- Gespenster der Vergangenheit. 1978.
- Die Krieger von Assur. 1982, mit Ramsey Campbell.
- Das Blut Belsazars. 2012.

Robert E. Howard: Horrorgeschichten
- 1 Volk der Finsternis. 2009.
- 2 Tote erinnern sich. 2012.
- 3 Der schwarze Hund des Todes. 2013.
- 4 Die unter den Gräbern hausen. 2014.
- 5 Die Kinder der Nacht. 2015.

### Gedichtsammlungen
- Always Comes Evening (1957)
- Etchings in Ivory: Poems in Prose (1968)
- Singers in the Shadows (1970)
- Echoes from an Iron Harp (1972)
- Verses in Ebony (1974) (facsimile) (1974)
- From the Hells Beneath the Hells (1975)
- Rhymes of Death (1975)
- Night Images: A Book of Fantasy Verse (1976)
- The Grim Land and Others (1976)
- Up, John Kane! & Other Poems (1977)
- Voices of the Night and Other Poems (1977)
- The Ghost Ocean (1982)
- Shadows of Dreams (1989)
- Flight (1991)
- A Rhyme of Salem Town and Other Poems (2002)
- Odes at the Black Dog (2006)
- Winds of Time [German] (2007)
- Rhymes of Texas and the Old West (2007)
- The Collected Poetry of Robert E. Howard (2009)
- A Word from the Outer Dark (2009)
- The Hour of the Dragon (2009)
- Robert E. Howard: Selected Poems (2009)
- The Singer in the Mist & Others (2010)

## Einzelne Kurzgeschichten
- Under the Great Tiger (1923, mit Tevis Clyde Smith)
- Letter of a Chinese Student (1924)
- Halt! Who Goes There? (1924)
- Le Gentil Homme le Diable (1925)
- Spear and Fang (1925)
  - Deutsch: Speer und Reißzähne. 2009.
- After the Game (1926, als Bob Howard)
- Sleeping Beauty (1926, als Bob Howard)
- Weekly Short Story (1926, als Bob Howard)
- The Rivals (1927)
- The Thessalians (1927, als Bob Howard)
- Ye College Days (1927, als Bob Howard)
- Cupid vs. Pollux (1927, als Bob Howard)
- The Reformation / A Dream (1927, ungenannt, auch als The Reformation of a Dream)
- The Dream Snake (1928)
  - Deutsch: Die Traumschlange. 2009.
- The Hyena (1928)
  - Deutsch: Die Hyäne. 2009.
- The Spirit of Tom Molyneaux (1929)
  - Deutsch: Der Geist von Tom Molyneaux. 2014.
- Crowd-Horror (1929)
- Skull-Face (1929)
  - Deutsch: Das Schädelgesicht. 2012.
- The Fearsome Touch of Death (1930, auch als: The Touch of Death)
  - Deutsch: Die Berührung des Todes. 2013.
- The Voice of El-Lil (1930, auch als: Temptress of the Tower of Torture and Sin)
  - Deutsch: Die Stimme von El-Lil. 2013.
- Kid Galahad (1931)
- The Horror from the Mound (1932)
  - Deutsch: Das Grauen aus dem Hügelgrab. 2009.
- People of the Dark (1932)
  - Deutsch: Das Volk der Finsternis. 1978. Auch als: Volk der Finsternis. 2009.
- The Cairn on the Headland (1933)
  - Deutsch: Der Grabhügel. 1977. Auch als: Das Hügelgrab auf der Landzunge. 2012.
- The Man on the Ground (1933)
  - Deutsch: Der Mann auf dem Boden. 2012.
- Black Talons (1933)
- Old Garfield's Heart (1933)
  - Deutsch: Das Herz des alten Garfield. 2012.
- The People of the Black Circle (1934)
- Gods of the North (1934, auch als: The Frost-King's Daughter, 1989)
- The Haunter of the Ring (1934)
  - Deutsch: Der Dämon des Ringes. 1981. Auch als: Der Dämon des Ringes. 2014.
- The Story Thus Far … (1934)
  - Deutsch: Was zuvor geschah …. 2006.
- The Last Ride (1935)
- The Grisly Horror (1935, auch als: Moon of Zambebwei)
  - Deutsch: Mond des Grauens. 1985. Auch als: Der Mond von Zambebwei. 2009.
- The Last Ride (1935, mit Chandler Whipple als Robert Enders Allen)
- When the Black Lotus Blooms (excerpt) (1935)
- Fists of the Desert (1936)
- Black Canaan (1936)
  - Deutsch: Das Ungeheuer aus dem Sumpf. 1981. Auch als: Schwarzes Canaan. 2015.
- Black Wind Blowing (1936)
- Evil Deeds at Red Cougar (synopsis fragment) (1936)
- The Dead Remember (1936)
  - Deutsch: Tote erinnern sich. 2012.
- Black Hound of Death (1936)
  - Deutsch: Der schwarze Hund des Todes. 2013.
- Vultures' Sanctuary (1936)
- The Vultures of Wahpeton (1936, auch als: The Vultures, 1973)
- Pigeons from Hell (1938, auch als: The Whistler in the Dark)
  - Deutsch: Das Haus des Grauens. 1977. Auch als: Die Höllentauben. 2013.
- A Thunder of Trumpets (1938, mit Frank Thurston Torbett)
- Gates of Empire (1939)
- The Witch from Hell's Kitchen (1952, auch als: The House of Arabu)
  - Deutsch: Geister der Nacht. 1978. Auch als: Das Haus von Arabu. 2014.
- Midnight (1961)
- The Last White Man (1964)
- Drums of Tombalku (fragment) (1966)
- King of the Forgotten People (1966, auch als: Valley of the Lost)
- The Shadow of Doom (1966, als John Taverel)
- For the Love of Barbara Allen (1966)
  - Deutsch: "For the Love of Barbara Allen". 2015.
- Dermod's Bane (1967)
  - Deutsch: Dermods Fluch. 1981. Auch als: Dermods Verderben. 2012.
- Exile of Atlantis (1967)
  - Deutsch: Verbannt aus Atlantis. 2016.
- Mayhem and Taxes (1967)
- The Secret of Lost Valley (1967, auch als: Black Eons)
- Musings of a Moron (1968)
- The Cobra in the Dream (1968)
  - Deutsch: Der Todestraum. 1981. Auch als: Die Kobra aus dem Traum. 2009.
- The Peaceful Pilgrim (1968)
- Etched in Ebony (1968)
- Delenda Est (1968)
  - Deutsch: Delenda est. 1981. Auch als: Delenda Est. 2013.
- Sunday in a Small Town (1969)
- The Haunted Hut (1969)
- Fragment (Worms of the Earth) (1969)
- People of the Black Coast (1969)
  - Deutsch: An der Schwarzen Küste. 1981. Auch als: Die Bewohner der Schwarzen Küste. 2015.
- The Heathen (1970)
- Two Against Tyre (1970)
  - Deutsch: Zwei gegen Tyrus. 1978.
- The Little People (1970)
  - Deutsch: Das kleine Volk. 2009.
- The Noseless Horror (1970)
  - Deutsch: Der Fluch der Mumie. 1986. Auch als: Der Nasenlose. 2014.
- The Extermination of Yellow Donory (1970)
- Diogenes of Today (1971, mit Tevis Clyde Smith)
- Diogenes of Today (1971)
- Eighttoes Makes a Play (1971, mit Tevis Clyde Smith)
- Eighttoes Makes a Play (alternate ending) (1971, mit Tevis Clyde Smith)
- Eighttoes Makes a Play [with alternate ending] (1971, mit Tevis Clyde Smith)
- Spanish Gold on Devil Horse (1972)
- The Fire of Asshurbanipal (alternative version) (1972)
- The Thunder-Rider (1972)
  - Deutsch: Der Donnerreiter. 1978.
- Black Country (1973)
- Casonetto's Last Song (1973)
  - Deutsch: Casonettos letztes Lied. 2012.
- The Judgment of the Desert (1973, auch als: Showdown at Hell's Canyon)
- Restless Waters (1974)
  - Deutsch: Unruhige Gewässer. 2013.
- Serpent Vines (1974)
- The Devils of Dark Lake (1974)
- The Yellow Cobra (1974, auch als: Sailor Costigan and the Yellow Cobra)
- Under the Baobab Tree (1974)
- A Horror in the Night (1974)
- Guns of Khartum (1975)
- The Brazen Peacock (1975)
  - Deutsch: Der bronzene Pfau. 1980. Auch als: Der Messingpfau. 2015.
- The Loser (1975)
- The Valley of the Lost (1975)
  - Deutsch: Das Tal der Verlorenen. 2012.
- The Abbey (fragment) (1975)
- Wild Water (1975)
- The Gondarian Man (1975)
- Bloodstar (1976, mit John Jakes)
- Iron Shadows in the Moon (first page of typescript) (1976)
- Pictures in the Fire (1976)
- Spears of the East (1976)
- The Battle That Ended the Century (1976)
- The Devil's Woodchopper (1976, mit Tevis Clyde Smith)
- The Dwellers Under the Tombs (1976)
  - Deutsch: Die unter den Gräbern hausen. 1981. Auch als: Die unter den Gräbern hausen. 2014.
- The Hand of Nergal (1976)
- The King's Service (1976)
- The Return of the Sorcerer (1976)
- The Road of Azrael (1976)
  - Deutsch: Die Straße Azraels. 1982.
- Fists of the Revolution (1976)
- They Always Come Back (1976)
- Daughters of Feud (1976)
- The Last Laugh (1976)
- The Door to the World (1977, mit Joseph S. Pulver, Sr.)
- The Return of Skull-Face (1977, mit Richard A. Lupoff)
- Door to the Garden (1977)
- The Curse of Greed (1977)
- Nekht Semerkeht (1977, mit Andrew J. Offutt)
  - Deutsch: Nekht Semerkeht. 1981. Auch als: Nekht Semerkeht. 1988.
- Genseric's Son (1977)
- Taverel Manor (1978, mit Richard A. Lupoff)
- Taverel Manor (fragment) (1978)
- Hawks Over Egypt (1979)
- The Track of Bohemund (1979)
- The Isle of the Eons (1979)
- The Way of the Swords (1979)
- The Snout in the Dark (1979)
- Scarlet Tears (1980)
- The Guardian of the Idol (1981, mit Gerald W. Page)
- The Hand of Obeah (1983)
- The Fear-Master (1984)
- Guests of the Hoodoo Room (1984)
- The Supreme Moment (1984)
- A Boy, a Beehive, and a Chinaman (1984)
- She-Cats of Samarkand (1984, mit Marc Cerasini und Charles Hoffman, als Sam Walser)
- Spectres in the Dark (1985)
  - Deutsch: Schemen im Dunkel. 2012.
- Golnor the Ape (1985)
  - Deutsch: Golnor der Affe. 2013.
- A Touch of Color (1986)
- Nerve (1986)
- Pay Day (1986)
- The Block (1986)
- The Mark of a Bloody Hand (1986)
- The Nut's Shell (1986)
- The Sophisticate (1986)
- Dagon Manor (1986, mit C. J. Henderson)
- Dagon Manor (1986)
- The Voice of Doom (1986)
- A Matter of Age (1986)
- The Devil in His Brain (1986)
- The Voice of the Mob (1986)
- Miss High-Hat (1986)
- The Ghost with the Silk Hat (1986)
- Bastards All! (1987)
- Songs of Bastards (1987)
- The Spell of Damballah (1987)
- Wolfsdung (1988)
- Redflame (1988)
- The Stones of Destiny (1989)
- The Spirit of Brian Boru (1990)
- The Weaker Sex (1990)
- Revenge (1990)
- Bill Smalley and the Power of the Human Eye (1991)
- Age Lasting Love (1992)
- The Jade God (1992)
- Thoroughbreds (1995)
- Lives and Crimes of Notable Artists (1998)
- The Tale of Am-ra (1998)
  - Deutsch: Die Geschichte von Am-ra. 2016.
- The Little People—Typescript (2001)
- The Wheel Turns (2001)
- Sailor Dorgan and the Turkish Menace (2003)
- The House (2003)
- The Slave-Princess (fragment & synopsis) (2003)
- The Devil's Woodchopper (2003)
- Beyond the Brazos River (2005)
- Iron Men (2005)
- Nekht Semerkeht (fragment) (2005)
- Recap of Harold Lamb's "The Wolf Chaser" (2005)
- The Road of the Eagles (2005)
- Over the Rockies in a Ford (2006)
- Tallyho! (2006)
- A Man and a Brother (2007)
- A Room in London (2007)
- A South Sea Storm (2007)
- A Twentieth Century Rip Van Winkle (2007)
- Circus Charade (2007)
- King Bahthur's Court (2007)
- Mr. Dowser Buys a Car (2007)
- Pigskin Scholar (2007)
- Shackled Mitts (2007)
- Ten Minutes on a Street Corner (2007)
- The Ghost of Bald Rock Ranch (2007)
- The Last Man (2007)
- The Roving Boys on a Sandburg (2007)
- The Splendid Brute (2007)
- Westward, Ho! (2007)
- What the Deuce? (2007)
- Wolves—And a Sword (2007)
- A Drammer: "Damn Yuh, Suh!" (2007)
- An interview With James J. Bunkus / The Bore of the Cowed (2007)
- Irony (2007)
- King Hootus (2007)
- Legend (2007)
- The Bore of the Cowed (2007)
- The Case of the College Toilet (2007)
- The Dook of Stork (2007)
- The Fastidious Fooey Mancucu (2007)
- The People of the Winged Skulls (2007)
- The Post of the Sappy Skipper (2007)
- The Rump of Swift (2007)
- The Sappious Few Menchew (2007)
- Where Strange Gods Squall (2007)
- Where Strange Gods Squall ("Yes, I might have learned…") (2007)
- Where Strange Gods Squall II ("There it was…") (2007)
- A Faithful Servant (2007)
- A Fishing Trip (2007)
- A Man of Peace (2007)
- A Tough Nut to Crack (2007)
- A Unique Hat (2007)
- Fate Is the Killer (2007)
- Fighting Nerves (2007)
- Friends (2007)
- Incongruity (2007)
- King Bahlthur's Court (2007)
- King Balthur's Court (2007)
- Man (2007)
- Misto Dempsey (2007)
- Night Encounter (2007)
- The Atavist (2007)
- The Brand of Satan (2007)
- The Dominant Male (2007)
- The Drifter (2007)
- The Female of the Species (2007)
- The Ferocious Ape (2007)
- The Fighting Fury (2007)
- The Folly of Conceit (2007)
- The Funniest Bout (2007)
- The Ghost behind the Gloves (2007)
- The Ghosts of Jacksonville (2007)
- The Grove of Lovers (2007)
- The Influence of the Movies (2007)
- The Ivory Camel (2007)
- The Land of Forgotten Ages (2007)
- The Lion Gate (2007)
- The Man Who Went Back (2007)
- The Mutiny on the Hellroarer (2007)
- The Paradox (2007)
- The Recalcitrant (2007)
- The Red Stone (2007)
- The Right Hook (2007)
- The Shadow in the Well (2007)
- The Slayer (2007)
- The Splendid Brute (2007)
- The Trail of the Snake (2007)
- The Treasure of Henry Morgan (2007)
- The Weeping Willow (2007)
- The Werewolf Murder Case (2007)
- The Wild Man (2007)
- The Wings of the Bat (2007)
- Through the Ages (2007)
- A Glass of Vodka (2007)
- The Mutiny of the Hellroarer (2007)
- The Tom Thumb Moider Mystery (2007)
- The Toy Rattle Murder Case (2007)
- Voyages with Villains (2007)
- Yellow Laughter (2008)
- The Spirit of Tom Molyneaux (2008)
- Sailor Costigan / Dorgan and the Jade Monkey (2009)
- A Pirut Story (2009)
- Ringside Tales (2009, auch als: Munn! Munn! Munn! Munn! Munn!)
- Talons in the Dark (2011)
- Mistress of Death (2011)
- The Abbey (2013)
- Dear Mrs. Shane (2013)
- Jottings (2013)
- Lobo Volante (2013)
- Wild Water Timing (2013)
- A Student of Sockology (2014)
- The Yellow Cobra (2014)
- Aphorism (2014)
- Old Man Jacobson (2014)
- Fighting Nerves (2015)
- Ring-Tailed Tornado (2017)
- While the Smoke Rolled (2017)

## Sachliteratur
- The Last Cat Book (1984)
- Celtica Notes (1986)
- Robert E. Howard: Selected Letters 1923–1930 (1989)
- Robert E. Howard: Selected Letters 1931–1936 (1991)
- Dear August: Letters, Robert E. Howard to August Derleth 1932–1936 (2002)
- Dear HPL: Letters, Robert E. Howard to H. P. Lovecraft 1930–1936 (2002)
- The Collected Letters of Robert E. Howard Volume One: 1923–1929 (2007)
- The Collected Letters of Robert E. Howard Volume Two: 1930–1932 (2007)
- The Collected Letters of Robert E. Howard Volume Three: 1933–1936 (2008)
- The Collected Drawings of Robert E. Howard (2009)
- The Hyborian Age (2011)
- Drafted: Unsent Letters to H. P. Lovecraft (2013)
- The Collected Letters of Robert E. Howard / Index and Addenda (2015, mit Bobby Derie)

## Briefe
- A Means to Freedom: The Letters of H. P. Lovecraft and Robert E. Howard (2009, mit H. P. Lovecraft)
  - Volume 1: 1930–1932
  - Volume 2: 1933–1936